# Camden (Illinois)
Camden è un villaggio degli Stati Uniti d'America, situato nello Stato dell'Illinois, nella contea di Schuyler.